# Bandiera della Carolina del Sud
La bandiera della Carolina del Sud è stata adottata il 26 gennaio 1861 da una risoluzione del parlamento dello Stato.
Si pensa che la bandiera venne originariamente disegnata dalle truppe della Carolina del Sud nel 1775, durante la Guerra d'indipendenza americana.

## Storia
La bandiera inizialmente era composta da una mezzaluna bianca, su sfondo blu scuro, con iscritta la parola "LIBERTY".
Quando nel 1861 venne adottata ufficialmente come bandiera dello Stato, venne aggiunto il palmetto centrale per rappresentare la difesa di Fort Moultrie dagli attacchi dell'esercito britannico del 28 giugno 1776.

## Bandiere storiche

La bandiera originaria dello Stato della Carolina del Sud
Versione alternativa della bandiera, usata durante la guerra civile americana
Versione provvisoria della bandiera attuale (26-28 gennaio 1861)